# Ramzes II.
Ramzes II. (Usirmaattre-setepenre) (1279. – 1212. pr. Kr.), sin Setija I. i kraljice Tuje, treći faraon XIX. dinastije, ujedno i najveći egipatski vladar, došao je na prijestolje u dobi od 25 godina i može se reći da zasluženo nosi svoju titulu "Ramzes Veliki". Nijedan drugi faraon nije izgradio toliko mnogo hramova, kolosalnih spomenika i obeliska. Nijedan drugi faraon nije imao toliko mnogo djece - 45 sinova i 40  kćeri su ostali iza njega. Za vrijeme njegove vladavine, sve je rađeno u velikim razmjerima. U doba kad je umro imao je preko 90 godina i bez dvojbe ostavio je dubok otisak na licu Egipta.
Kao mladi princ, Ramzes je bio školovan po vojničkoj tradiciji ustanovljenoj u vrijeme njegova djeda Ramzesa I. po kojem je dobio ime. Sve želje nove dinastije bile su usmjerene na njega i u dobi od 10 godina bio je priznat za prijestonasljednika. Bilo mu je dozvoljeno da sudjeluje u ratnom pohodu svog oca Setija I. protiv Hetita (u Siriji). Uz svog iskusnog oca učio je zanat vođenja moćne, dobro organizirane države. 
Mladi je Ramses uzeo dvije osnovne žene, Nefertari i Istnofret, tako da je još Seti I. vidio mnogo unučadi. Kada je Ramzes imao 40 godina već je imao 96 i 60 kćeri.[nedostaje izvor] Lijepa Nefertari je bila glavna kraljica od osam Ramzesovih supruga[nedostaje izvor] sve do svoje smrti (24. godina Ramzesove vladavine), a potom je Istnofret zauzela njeno mjesto. Grobnica kraljice Nefertari je po ljepoti jedno od čuda antičke Tebe. Sljedeći kraljevske običaje, Ramzes je uzeo dosta svojih žena iz najbliže rodbine. Ovo uključuje Henutmire, njegovu mlađu sestru i tri njegove kćeri; Meryetemun, Bint-Anath i Nebettawy. Poslije mira koji je bio zaključen s Hetitima nakon dugogodišnjeg ratovanja, za cementiranje nove alijanse Ramzes dobiva za ženu jednu hetitsku princezu, dok je na njegov dvor i druga došla sedam godina poslije. Kao rezultat sporazuma s okolnim kraljevstvima, Ramzesove su žene bile jos sirijske i babilonske dame, članice ondašnjih vladarskih obitelji. Naravno, pored svih njih bio je tu i veliki harem.

## Ratovi s Hetitima
██  Egipatsko carstvo u vrijeme Ramzesa II.
██  Hetitsko carstvo oko 1590 pr. Kr.
██  Hetitsko carstvo na vrhuncu, oko 1290 pr. Kr.
Odnosi s Hetitima na egipatskoj granici u Siriji bili su daleko od prijateljskih u prvoj polovici Ramzesove vladavine. U vremenu Setija I., Egipat je zadržao utjecaj nad južnim dijelom Sirije, dok su Hetiti držali sjeverni dio s osloncem na veliki grad Kadeš. U četvrtoj godini Ramzesove vladavine ovdje je izbila pobuna i novi je kralj bio primoran mobilizirati svoju vojsku. Skupio je oko 20 000 ljudi u 4 divizije po 5000 ratnika. Imale su imena po bogovima Amon, Ra, Ptah i Seth. Slijedeći put velikog prethodnika i oca, Setija I., Ramzes se u rani svibanj našao u blizini Qadesha. S tako velikom vojskom te pratećom prtljagom i sljedbenicima koji su u pravilu pratili vojske u ono doba, napredovanje je bilo sporo i preko širokog područja. Tad su egipćani zarobili dva izviđaca hetitske vojske i dobili obavijest da je glavnina jos daleko. Ramses je samouvjereno krenuo naprijed i ulogorio se zapadno od Kadeša. No, imao je sa sobom samo jednu diviziju, Amun. Njegova samouvjerenost brzo je splasnula kad je jedna ophodnja uhvatila još dva izviđaca hetitske vojske. Oni su pod torturom priznali da su dva prethodna izviđača bili namjeran mamac za Egipćane, a hetitska je glavnina zapravo bila u zasjedi s druge strane Kadeša.
Hetitski kralj, Muwatallis, skupio je čak i veću vojsku od egipatske. Sastojala se od dva dijela i svaki je imao po 18 000-19 000 ljudi i 2500 bojnih kočija. Bila je to golema sila i odmah je napala diviziju Re, koja je bila na putu da se pridruži Ramzesovu logoru. Egipatske snage nisu izdržale taj silni udar i hetitske bojne kočije se probijaju u novonapravljeni egipatski kamp. Zavladala je potpuna zbunjenost i Ramzes II. se našao izoliran s malom grupom svojih gardista. Ipak, brzo se pribrao i osobno poveo svoje ljude da se suprotstave napadu. Poslije žestoke borbe bio je spašen uništenja, ili još gore, zarobljavanja, zahvaljujući svojoj elitnoj gardi koja je izabrala različit put od glavnine nadolazeće egipatske vojske. Garda je dojurila brzo i napala Hetite s krila, što ih je uzdrmalo. Njihov kralj Muwatallis tad je povukao svoje snage i noć se spustila na bojno polje, koje je Ramzes II. sad okupirao.
Sljedeći dan sad ujedinjene egipatske snage kreću u napad, ali rezultat je bio neriješen. Egipatska je vojska odmarširala u Egipat i status quo je ostao.
Bombastična izvješća o bitki i osobnoj hrabrosti Ramzesa II. vođenog Amonovom rukom ostali su po zidovima hramova u Karnaku, Luxoru (3 inačice), u Rameseju (dvaput), u Abidosu i Abu Simbelu. Također su ostali mnogi zapisi o bitki i na papirusu.
Sljedećih godina opet su organizirani ratni pohodi protiv Hetita, ali je s vremenom Ramses II. shvatio da neće moći držati sjeverne dijelove Sirije, kao što ni jako Hetitsko kraljevstvo nije moglo držati južne. Što se Hetita tiče oni su imali unutrašnje probleme, a i na istoku je rasla nova prijetnja, Asirija. Novi je Hetitski kralj Hattusilis III. shvatio da više nije vrijeme za dugogodišnje igranje mačke i miša s Egiptom. Zato je predložio mirovni dogovor i on je sklopljen s Egipćanima u 21. godini vladavine Ramzesa II. Mirovni je dogovor također preživio zapisan na zidovima Karnaka i Ramasseuma (posmrtni hram Ramzesa II). Međutim igrom sudbine isti je dogovor pronađen i prilikom iskapanja u Hattusasu, hetitskom glavnom gradu. Dva se izvora ne slažu, jer hetitski izvori tvrde da je mir ponudio Ramzes II.

## Ramzes II., graditelj
Od svih egipatskih faraona Ramzes Veliki kao graditelj drži najistaknutije mjesto. Premda je Keops stvorio veliku piramidu, ruka Ramzesa II. leži preko cijelog Egipta. Teško da je ijedna osoba u povijesti izgradila više grandioznih spomenika od ovoga vladara, te ga mnogi smatraju jednim od najvećih graditelja u povijesti. On nije imao odbojnost izbrisati imena mnogih faraona s njihovih spomenika i dodati svoje vlastito. Napravio je to mnogo puta da udovolji svojoj megalomaniji, no to su činili i ostali egipatski faraoni, s obzirom na to da po staroegipatskom vjerovanju, faraon nikada ne umire te je samo živući nastavak onih koji su vladali prije njega. Ali ono važnije je da je sam dao izgraditi goleme i brojne hramove. Mnogo je dodao velikim hramovima u Karnaku i Luxoru i završio je posmrtni hram svog oca Setija I. u Tebi.
Dovršio je i očev golemi hram u Abydosu kao i vlastiti hram u blizini očevog. Na zapadnoj obali Nila u Tebi napravio je svoj gigantski posmrtni hram, Ramasseum. Zapisi u kamenolomima granita u Gebel el-Silsili govore da je ovdje radilo 3000 radnika za gradnju samog Ramasseuma. Drugi glavni posmrtni hramovi u njegovo ime podignuti su u Nubiji: Beit el-Wali, Gerf Hussein, Wadi es Sebua, Derr pa sve na jug čak do Napate.
Pa ipak, za njegovo najveće graditeljsko dostignuće smatra se gradnja velikog hrama u Abu Simbelu u Nubiji. Na ulazu u hram sjede 4 goleme figure samog Ramzesa II. (po dvije sa svake strane vrata) visoke 18 metara. Oko nogu tih figura stoje puno manje isklesane figure njegovih žena. Ovaj spomenik morao je biti, u dvadesetom stoljeću (radi izgradnje Asuanske brane), premješten na višu razinu da ne bi bio potopljen. Hram je isklesan unutar brda 60 metara, a na njegovom unutrašnjem kraju sjede kipovi 4 boga. Hram je čudo egipatskog graditeljstva jer je njegova orijentacija tako savršeno izračunata da sunčeve zrake dvaput godišnje (22. veljače i 22. listopada) prodiru kroz cijeli hram do kipova 4 boga i osvijetle trojicu. Četvrti bog, Ptah, ostaje uvijek u sjeni jer je on božanstvo povezano s podzemnim svijetom. Ovaj hram je stoljećima ležao zatrpan pijeskom, a iznova je bio otkriven 1813. godine.
Mnogo svog bogatstva morao je Ramzes II. usmjeriti i u gradnju svog novog grada u delti Nila, Piramessea. Ovaj je grad bio čudo svog vremena, premda je malo od njega ostalo danas.
Naravno, svi ovi brojni i veliki radovi morali su silno koštati, a to je značilo zlato. Premda su u istočnoj egipatskoj pustinji postojali rudnici zlata, oni nisu bili dovoljni. Zato je Ramses II. naredio da se zlato vadi i iz grobnica velikodostojnika XVIII. i XIX. dinastije.
Pošto se vrijeme života i vladavine Ramzesa II. (13. stoljeće prije Krista) poklapa s vremenom života i djelovanja još jedne gigantske povijesne figure, Mojsija, to se pretpostavlja da je on taj biblijski faraon, Mojsijev najdraži sudrug u djetinjstvu i mladosti, drugi brat, a kasnije, isprva žestoki protivnik oslobođenja Židova, pritisnut Božjim znacima, pušta Židove da odu iz Egipta u obećanu zemlju – Palestinu. 
Bilo kako bilo, nakon 67 godina vladavine, možda 92 godine star, Ramses II. umire i sahranjen je u svoju već odavno pripremljenu grobnicu u Dolini kraljeva. Naravno, ni grobnica Ramsesa II. nije izbjegla pljačkaše grobova. Njegov nasljednik Merenptah (13 sin) bio je slab vladar i s njime je počela propast Egipatskog carstva.[nedostaje izvor]
Mumija najmoćnijeg egipatskog faraona Ramsesa II. pronađena je, zajedno s ostalim kraljevskim mumijama, 1881. godine u pećinskom skrovištu kod Deir el-Baharia.